# جوهانس هيلمز
جوهانس هيلمز (بالدنماركية: Johannes Helms)‏ هو كاتب وشاعر دنماركي، ولد في 8 نوفمبر 1828، وتوفي في 4 ديسمبر 1895.